# Barragem da Ribeira do Paul
A Barragem da Ribeira do Paul está implantada sobre a Ribeira do Paúl (da bacia hidrográfica do rio Mondego), localizando-se em Mosteiro de Fráguas, no município de Tondela, distrito de Viseu, Portugal. A barragem entrou em funcionamento em 2003.

## Barragem
É uma barragem de aterro (terra zonada). Possui uma altura de 27 m acima do terreno natural e um comprimento de coroamento de 200 m (largura 8 m). O volume da barragem é de 226.000 m³. Possui uma capacidade de descarga máxima de .. (descarga de fundo) + 44 (descarregador de cheias) m³/s.

## Albufeira
A albufeira da barragem apresenta uma superfície inundável ao NPA (Nível Pleno de Armazenamento) de 0,273 km² e tem uma capacidade total de 2,4 Mio. m³ (capacidade útil de 2,3 Mio. m³). As cotas de água na albufeira são: NPA de 358 metros, NMC (Nível Máximo de Cheia) de 359 metros e NME (Nível Mínimo de Exploração) de .. metros.